# District de Gushan
Le district de Gushan (chinois traditionnel : 鼓山區; ; pinyin : Gǔshān Qū ; Wade : Ku-shan Chü) est l'un des douze districts de Kaohsiung.

## Éducation
- Université nationale Sun Yat-sen
- École internationale dominicaine de Kaohsiung

## Attractions touristiques
- Ancienne banque Sanhe
- Centre d'art Pier-2
- Hamasen
- Musée des beaux-arts de Kaohsiung
- Musée ferroviaire de Takao
- Sanctuaire des martyrs de Kaohsiung
- Vieille rue de Sinbin

## Transports
- Neiwei railway station
- Le district est desservi par la ligne rouge et ligne orange du Métro de Kaohsiung. Les stations de Gushan sont Aozihdi Station et Sizihwan Station.